# Iglesia de San Pedro (Larrínoa)
La iglesia de San Pedro fue un edificio, ya derribado, situado en el concejo español de Larrínoa, en la provincia de Álava.

## Descripción
El edificio se encontraba en el concejo español de Larrínoa, del municipio de Cigoitia, perteneciente a la provincia de Álava, en la comunidad autónoma del País Vasco. Se menciona como iglesia parroquial del lugar en el décimo volumen del Diccionario geográfico-estadístico-histórico de España y sus posesiones de Ultramar de Pascual Madoz, donde aparece descrita con las siguientes palabras: «igl. parr. (San Pedro), servida por un beneficiado perpetuo con título de cura de nombramiento del ordinario». En el tomo de la Geografía general del País Vasco-Navarro dedicado a Álava y escrito por Vicente Vera y López, se dice lo siguiente: «Su iglesia parroquial, dedicada á San Pedro y que estuvo servida por dos beneficiados, ha pasado á depender de Gopegui». Fue demolida durante la guerra civil española.